# Christoph Roth
Christoph Roth, född 1840 i Nürnberg, död den 22 mars 1907 i München, var en tysk skulptör.
Roth studerade i München och slöt sig till Wagmüllers och Reinhold Begas riktning. Han utförde många livfulla porträttbyster, gruppen I döden (museet i Zürich) med mera. Skicklig anatom, framställde Roth även förträffliga atletbilder och dylikt för undervisningen samt utgav bildverk i plastisk anatomi. 